# Клонинги в мазето
„Клонинги в мазето“ (на английски: Lab Rats) е американски телевизионен ситком, чиято премиера по Disney XD е на 27 февруари 2012 г. Фокусиран е върху живота на тийнейджъра Лио Дули, чиято майка (Таша) се е омъжила за милиардера Доналд Девънпорт. Той среща Адам, Бри и Чейс — три бионични суперхора, с които той създава приятелство.
На 18 май 2012 г. започват снимките по втория сезон в САЩ. На 26 юли 2013 започват снимките по третия сезон, а през май 2014 и по четвъртия. Това го прави втория сериал на Disney XD след Братя по карате с повече от три сезона. Премиерата на четвъртия сезон в САЩ е на 18 март 2014. На 1 юли 2015 Кели Берглънд в интервю заявява, че четвъртият сезон е последен за сериала. На 3 септември се обявява, че Клонинги в мазето и Доктори на супергерои ще имат продължение: Lab Rats: Elite Force. Ще се разказва, как след разрушаването на болницата Каз, Оливър и Скайлър се сдружават с Бри и Чейс в един отбор, за да защитават света.

## Излъчване
| Сезон | Сезон | Епизоди | Начало на сезона | Край на сезона  |
| ----- | ----- | ------- | ---------------- | --------------- |
|       | 1     | 20      | 27 февруари 2012 | 5 ноември 2012  |
|       | 2     | 25      | 25 февруари 2013 | 13 януари 2014  |
|       | 3     | 23      | 17 февруари 2014 | 5 февруари 2015 |
|       | 4     | 22      | 18 март 2015     | 3 февруари 2016 |

## Сюжет
Младият тийнейджър Лио Дули живял нормален живот, докато един ден майка му Таша се омъжва за един милиардер Доналд Девънпорт — изобретател и те се местят да живеят при него. Докато се опитва да намери стаята си Лио
попада на тийнейджъри с бионични сили, които живеят в мазето му. Шоуто проследява живота на биониците, които се опитват да заживеят нормално сред останалите хора в щата Калифорния.

## Актьорски състав

### Главни герои
- Били Ънгър като Чейс Девънпорт
- Спенсър Болдман като Адам Девънпорт
- Кели Берглънд като Брий Девънпорт
- Тайръл Джаксън Уилиамс като Лио Дули
- Хал Спаркс като Доналд Девънпорт

### Второстепенни герои
- Айнджъл Паркър като Таша Девънпорт
- Уил Форт като Еди (Сезони 1-3)
- Майл Флънган като Тери Пери
- Джеръми Кент Джаксън като Дъглас Девънпорт
- Еди Перино като Трент
- Михаела Корроззо като Кейтлин
- Мадисън Петис като Джанел
- Бен Стиулел като Оуен (Сезони 2)
- Дъстин Инграм като Скот (Сезон 3)
- Бен Боде като Специален агент Грахам (Сезон 3)
- Джон Ерик Брентли като Пресидент Креиг (Сезон 3)
- Гарет Баксторм като Итан (Сезон 1)
- Телма Хопкинс като Роуз Дули (Сезони 1-3)
- Оана Грегори като Стефани (Сезон 1)
- Грейс Кауфман като Кери Пери (Сезони 2 и 4)

### Злодеи
- Матюс Уард като Маркъс Девънпорт (Сезони 1-2; Сезон 4 ? (Накрая на Bionic Action Hero, Джизел взема ръката на Маркъс, което означава, че той ще се завърне))
- Грахам Шиелс като Виктор Крейн (Сезони 2-3)
- Кол Едлуинг като Себастиан /S-3/ (Сезон 3-4)
- Джоел Майкъл Крамър като Танк (Сезон 4)
- Мариса Куевас като Лекси (Сезон 4)
- Джъмпи кучета като Отис /куче/ (Сезон 4)
- Джаслин Лолним като Джизел (Сезон 4)
- Лио Хоуард като Трой Уест (Сезон 4)

### Заложници /Ученици в академията/
- Брандън Салгадо-Телис като Боб (Сезони 3-4)
- Макс Чарлз като Спин (Сезони 3-4)
- Крис Грабхър като Чарли (Сезон 3)
- ? като Доналд III (Сезон 3)
- Лиана Рамирез като Кайт (Сезон 4)
- Ашли Агота като S-1 (Сезони 3-4)

## В България
В България сериалът започва излъчване на 8 февруари 2014 г. по Дисни Ченъл. Дублажът е на студио Александра Аудио.

### Екип
| Изпълнителен продуцент | Васил Новаков                                                                               |
| Преводачи              | Весела Николова Таня Костадинова                                                            |
| Озвучаващи артисти     | Елена Пеева Мая Иванова Христо Бонин Златин Цветков Петър Бонев Иван Велчев Момчил Степанов |
| Режисьор на дублажа    | Василка Сугарева                                                                            |